# Rocky Burnette
 (septembre 2019).
Si vous disposez d'ouvrages ou d'articles de référence ou si vous connaissez des sites web de qualité traitant du thème abordé ici, merci de compléter l'article en donnant les références utiles à sa vérifiabilité et en les liant à la section « Notes et références ».
Rocky Burnette est un musicien de rockabilly des États-Unis d'Amérique né le 12 juin 1953 à Memphis (Tennessee).

## Biographie
Fils de Johnny Burnette et neveu de Dorsey et cousin de Billy Burnette, il est encouragé à se lancer dans le rockabilly par sa grand-mère.
Il enregistre en 1979 un disque en compagnie de Dave Edmunds et de son cousin Billy Burnette (fils de Dorsey Burnette, frère de Johnny). Son titre Tired of Toein' the Line (EMI) est un hit en Europe à la fin de l’année 1979. Il reprend Honey Hush (rockabilly) et Tear It Up. Son deuxième album sort en 1980.
En 1981, Rocky Burnette entreprend une tournée en Europe, avec d'anciens membres du groupe légendaire « Rock and Roll Trio » dont a fait partie son père, puis sort l'album Get Hot or Go Home ! sur Enigma Records qui se vendra assez mal en raison du manque de publicité. D'autres titres produits par Rocky Burnette sont ainsi restés largement méconnus pour la même raison.
Dans le milieu des années 1990, Rocky Burnette travaillera avec Rosie Flores et Dwight Twilley et participera vocalement en 1997 au disque Trouble Is I'm in Love With You de Paul Burlinson et à Train Kept-a-Rollin'. En 1996, Burnette réalise Tear It Up sur Core Records qui sera un échec commercial.
Il continuera sa carrière internationale en produisant en 1997 un hit européen You Got Away With Love pour Percy Sledge.

## Discographie
- The Son of Rock and Roll(1979)
- Heart Stopper(1982)
- Tired of Toein the Line(EP,1979-80)
- Hip Shakin' Baby - A Tribute to Johnny and Dorsey Burnette
- Get Hot or Go Home
- Hip Shakin Baby (avec Darrel)

## NOtes et références
1. ↑  « rockabilly.nl/references/messa… »(Archive.org • Wikiwix • Archive.is • Google • Que faire ?).